# 뉴질랜드 통합미래당
뉴질랜드 통합미래당(영어: United Future New Zealand)은 뉴질랜드의 정당이다. 현재 당수는 전(前) 뉴질랜드 노동당 소속 의원인 피터 던(영어: Peter Dunne)이 맡고 있다. 현재 의회에선 의석 1석을 차지하고 있다.

## 당 이념 및 노선
통합미래당은 중도주의와 가족주의를 표방하고, 당의 정치적 노선은 중도파로 구성된 당이다. 또한 이 당은 기독교배경이 깔린 당이다.

## 같이 보기
- 뉴질랜드의 정당 목록